# ژان ژاک روکی
ژان ژاک روکی (انگلیسی: Jean-Jacques Rocchi؛ زادهٔ ۱ ژوئن ۱۹۸۹) بازیکن فوتبال اهل فرانسه است.
از باشگاه‌هایی که در آن بازی کرده‌است می‌توان به باشگاه فوتبال باستیا و باشگاه فوتبال سدان اشاره کرد.
وی همچنین در تیم ملی فوتبال Corsica بازی کرده‌است.